# ريتشارد روجرز (عالم نفس)
ريتشارد روجرز (بالإنجليزية: Richard Rogers)‏ هو عالم نفس أمريكي، ولد في 1950.